# Esquí alpí paralímpic

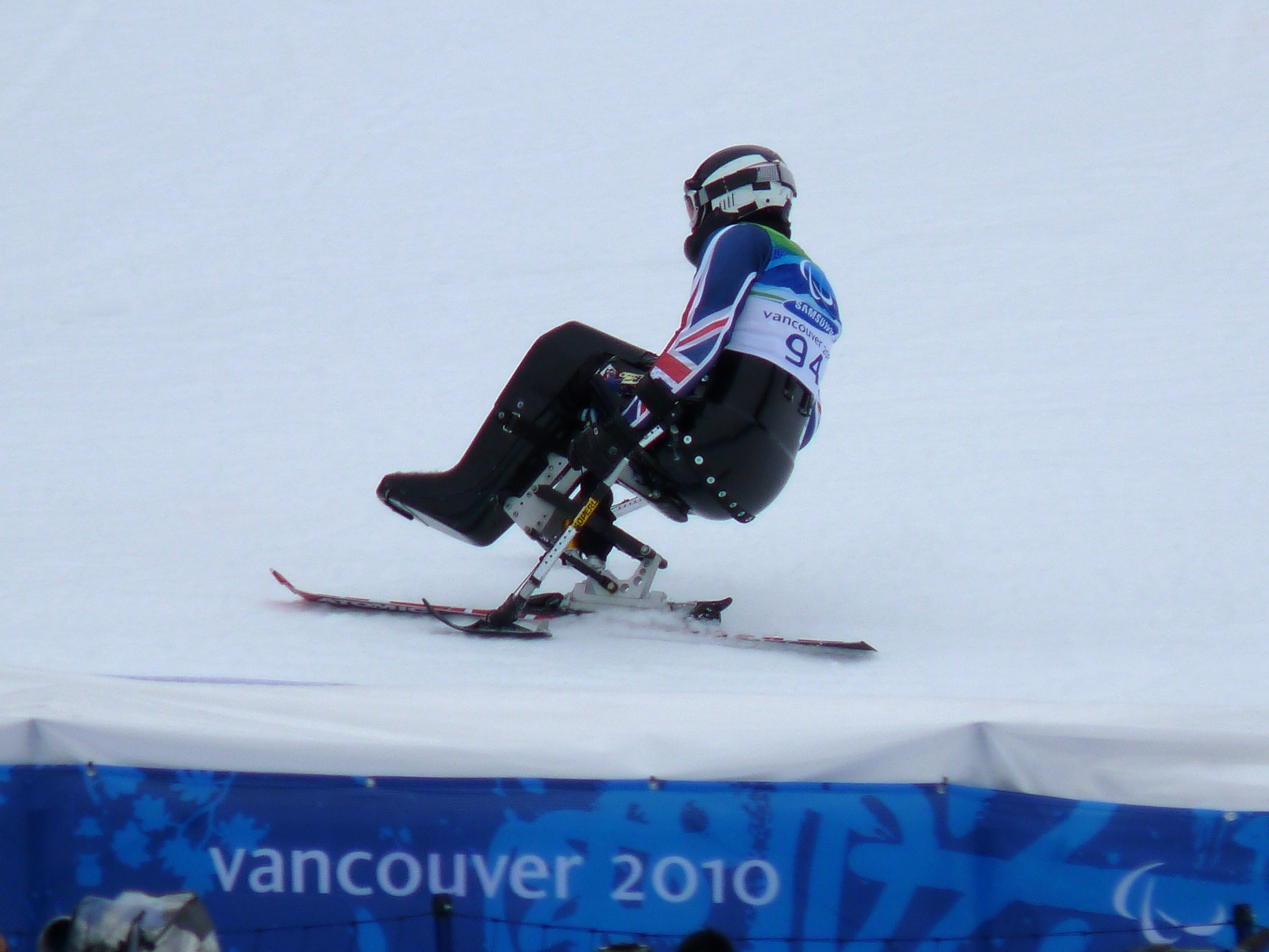
Alan Skeels-Piggins del Regne Unit, en el primer esdeveniment de l'eeslàlom masculí (assegut) en els Jocs Paralímpics de 2010

L'esquí alpí paralímpic és una adaptació de l'esquí alpí per a atletes amb discapacitat. L'esport va evolucionar a causa dels esforços dels veterans discapacitats d'Alemanya i Àustria durant i després de la Segona Guerra Mundial. El Comitè Paralímpic Internacional regula aquest esport. L'equipament principal inclou crosses d'esquí, cadira-esquí i esquís individuals. Entre les disciplines d'esquí alpí paralímpic es troben el descens, Súper G, eslàlom, eslàlom gegant, Súper Combinada i snowboarding.
Existeix un sistema de classificacions en l'esquí alpí paralímpic dissenyat per assegurar una competició justa entre els esquiadors amb diferents tipus de discapacitat. Aquestes classificacions s'agrupen en tres tipus generals de discapacitat: cecs i deficients visuals, discapacitats físics dempeus i discapacitats físics asseguts. Per permetre que els tres grups competeixin dins de cada grup en igualtat de condicions malgrat els diferents nivells de funcionalitat i situacions mèdiques, es va crear un sistema de factors de correccions.
L'esquí alpí va ser un dels esports originals en els primers Jocs Paralímpics d'hivern de 1976, en les disciplines d'eslàlom i eslàlom gegant. Amb el temps es van afegir noves disciplines. En els Jocs Paralímpics de Vancouver 2010 les competicions d'esquí alpí es van celebrar en Whistler Creekside, incloent el descens, Súper Combinada, Súper G, eslàlom i eslàlom gegant.

## Història
L'esquí com a esport per a persones amb discapacitat es remunta a la Segona Guerra Mundial, a conseqüència de l'elevat nombre de soldats ferits. A Alemanya, Franz Wendel, a qui havien amputat una cama, va aconseguir adjuntar amb èxit unes crosses a uns esquís curts. Sepp "Peppi" Zwicknagel, veterà austríac que havia perdut ambdues cames per una granada, va aprendre sol a esquiar i amb el temps es va convertir en un instructor d'esquí en Kitzbühel, va fundar una divisió de l'Associació Austríaca d'Esquí per a esquiadors discapacitats. El 1947 ja se celebraven competicions anuals a Àustria. Ludwig Guttmann, una de les figures clau en la història de l'esport paralímpic, va ajudar a organitzar competicions d'esquí. Als Estats Units, Gretchen Fraser va començar a ensenyar a esquiar als amputats dels hospitals de l'exèrcit. Durant la dècada de 1960, es van fundar diverses organitzacions. Durant un llarg període, l'esquí per a discapacitats estava restringit només als amputats, però en 1969 l'esquiador cec Jean Eymore, que havia estat instructor d'esquí abans de perdre la vista, va començar un programa d'esquí per a cecs en Aspen, Colorado. La primera competició internacional, el campionat del món d'esquí alpí per a discapacitats, es va celebrar a França en 1974.

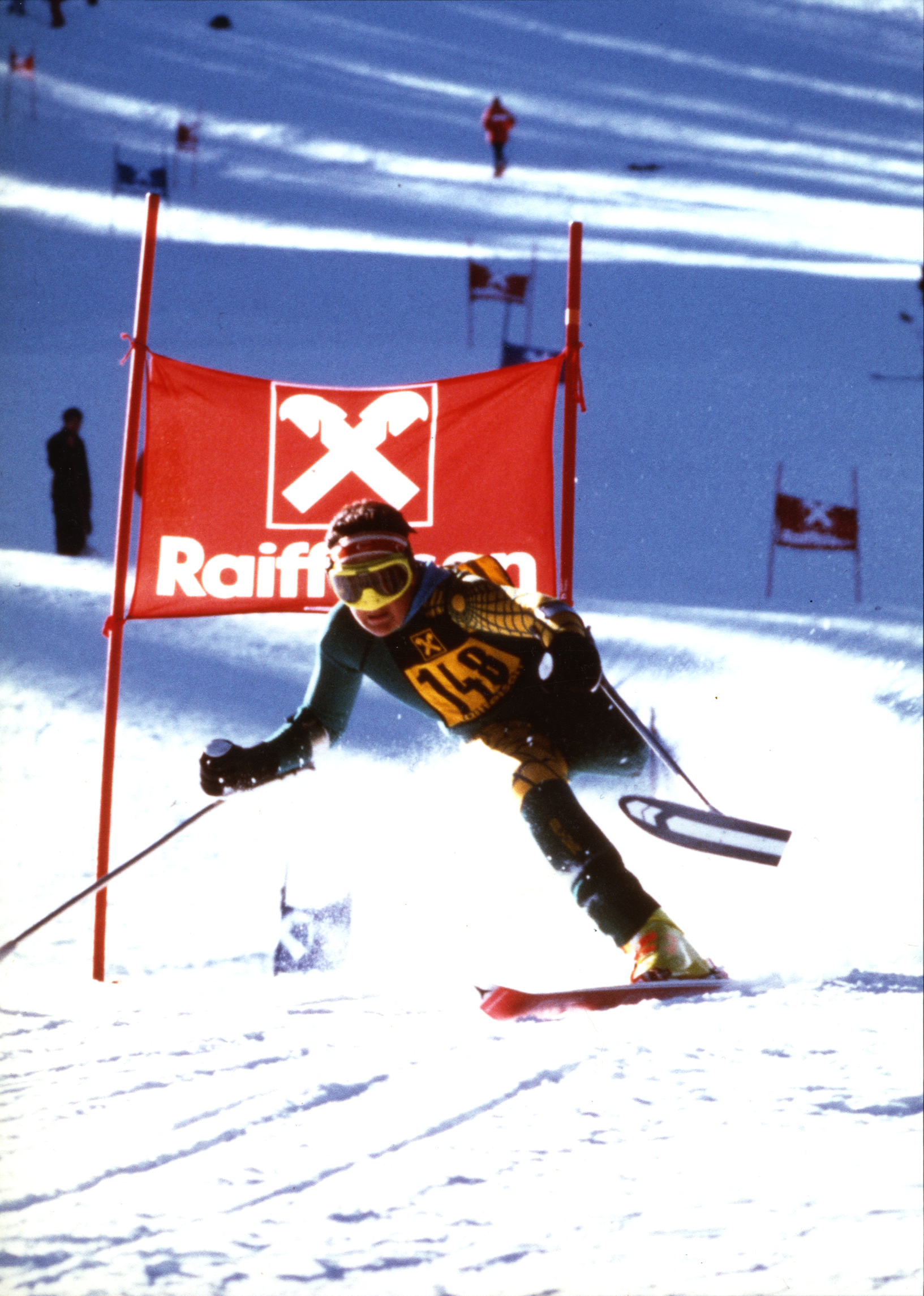
Michael Milton d'Austràlia en els Jocs de Innsbruck de 1988.

L'esquí alpí va ser un dels esports originals en els primers Jocs d'Hivern de 1976, amb competicions d'eslàlom i eslàlom gegant. En els Jocs de 1984, es va afegir el descens al programa alpí paralímpic, al costat del cadira-esquí com a esport d'exhibició. En els Jocs Paralímpics de Albertville 1992, el descens, eslàlom i eslàlom gegant eren al programa. En els Jocs Paralímpics de Lillehammer 1994, l'eslàlom Súper Gegant va ser afegit al programa. En Nagano 1998, es van afegir les proves per a esquiadors en cadira i amb deficiències visuals en competicions oficials després d'haver permès competir en Jocs previs només a les classes dempeus.